# Triclistus nigrifemoralis
Triclistus nigrifemoralis är en stekelart som beskrevs av Kusigemati 1971. Triclistus nigrifemoralis ingår i släktet Triclistus och familjen brokparasitsteklar. Inga underarter finns listade i Catalogue of Life.